# Ilja Grigorjevics Ehrenburg

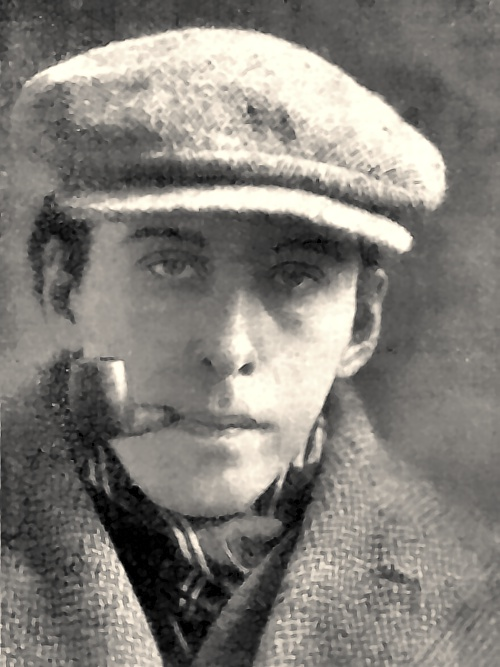
1925-ben

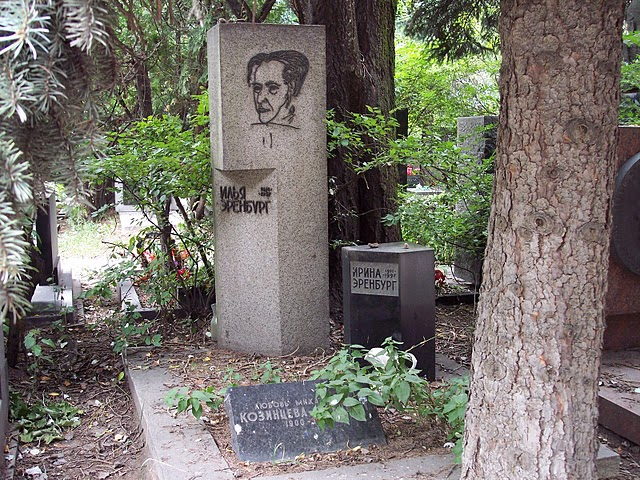
A sírkövön Pablo Picasso grafikája

Ilja Grigorjevics Ehrenburg (oroszul: Илья Григорьевич Эренбург, kiejtéseⓘ; Kijev, 1891. január 14. – Moszkva, 1967. augusztus 30.) szovjet-orosz író, költő, műfordító, publicista.

## Életpályája
Zsidó polgári családba született, az apja egy moszkvai sörgyárat igazgatott. Gimnazistaként részt vett az 1905-ös orosz forradalomban és a bolsevik párt tagja lett. 1908-ban börtönbe került. Szabadulása után Párizsba ment, ahol megismerkedett Picassóval, Modiglianival és sok mindenki mással a művészet újítói közül.
Irodalmi pályáját versekkel kezdte. 1906–17 között több kötete jelent meg. Az első világháború idején haditudósítója volt nyugat-európai lapoknak. 1918-ban tért vissza Oroszországba. 1921-ben Párizsba utazott és a harmincas évek közepéig Nyugat-Európa különböző országaiban élt, de gyakran járt haza, és írásait többnyire közölték a Szovjetunióban. 1936–37 között a spanyol polgárháborúból tudósított. Párizsban volt a németek bevonulásakor, 1940-ben. A második világháború alatt több ezer nagy hatású cikke, tudósítása jelent meg. A háború után sztárpublicistája lett az ún. „békeharcnak” is.
Szintén a második világháború idején írásai a mai napig megosztják a közvéleményt. A németek elleni propaganda egyik fő alakja volt.
A háború előtt, alatt és után cikkeit, idézeteit, költeményeit rendszeresen közölte a Krasznaja Zvezda, az Izvesztyija, a Pravda és az Einikeyt (a Pravda héber nyelvű kiadása). Sztálinhoz kötődő közeli barátsága miatt a harci kedvet növelő plakátokon szereplő sorait a szovjet csapatok szentírásként kezelték. A kommunista propagandavezér Ehrenburg több írásában, köztük a hírhedtté vált "Öljetek!" című röplapon biztatta a szovjet katonákat.
A Sztálin utáni Hruscsov-korszak elnevezése: az olvadás, egyik regényének címe nyomán terjedt el.

## Művei
- 1922: Julio Jurenito (Необычайные похождения Хулио Хуренито) • ISBN 9630703483
- 1923: A D. E. Tröszt
- 1924: A Harácsoló
- 1928: Lasik Roitschwantz mozgalmas élete ISBN 9637357319 (Бурная жизнь Лазика Ройтшванеца)
- 1926: Moszkvai sikátor
- 1923: Tizenhárom pipa
- (?) Az autók élete
- 1941–42: Párizs bukása
- 1947: Vihar
- 1956: Olvadás
- 1960–65: Emberek, évek, életem

## Magyarul

### 1944-ig
- Moszkvai sikátor; ford. Görög Imre; Pantheon, Bp., 1929 (A kiválasztottak)
- Jeanne szerelme. Regény; ford. Halmy András; Dante, Bp., 1930 (Az írás mesterei)
- Lasik Roitschwantz mozgalmas élete; ford. Goda Gábor; Kosmos, Bp., 1933
- Polgárháború Ausztriában; ford. Balogh Edgár; Schwartz, Bratislava-Pozsony, 1934
- Polgárháború Ausztriában; ford. Sós Miklós; História, Bp., 1934
- Az autók élete; ford. Lázár József; Viktória Ny., Bp., 1935
- Tizenhárom pipa; ford. Görög Imre; Prager, Bratislava-Pozsony, 1936 (Az Új Európa könyvesháza)
- Babeuf és az "egyenlőek". Gracchus Babeuf élete; ford. Gárdos Mária; Rekord, Bp., 1937
- A spanyol hadszíntérről jelenti; ford. Práger Imre; Prager, Bratislava-Pozsony, 1938 (Az új Európa kistükre)
- Éjjel-nappal, éjjel-nappal; ford. Marton Sándor; Prager, Bratislava-Pozsony, 1938
- A német; Idegennyelvű Irodalmi Kiadó, Moszkva, 1943
- Európa sorsa; Idegennyelvű Irodalmi Kiadó, Moszkva, 1943
- Gyűlölet. Történetek a nagy honvédő háborúból; többekkel; Idegennyelvű Irodalmi Kiadó, Moszkva, 1943
- Modern orosz elbeszélők; többekkel; vál., ford. Fenyves László; Litera, Temesvár, 1944

### 1945–től
- A nagy világháborúról; Élet, Új Nagyvárad, 1945 (Ilja Ehrenburg válogatott írásai)
- Fúj a szél keletről; MADISZ, Békéscsaba, 1945 (DISZ könyvek)
- A nagy világháborúból. Ilja Ehrenburg válogatott írásai; Új Élet kiadó és Ny., Nagyvárad, 1945
- Az emberiség új tavaszáról, november 7.-ről; ford. Sós Aladár; Új Élet Ny., Nagyvárad, 1945
- Ez történt ezekben az években; ford. Lám Béla; Az Orosz Könyv, Kolozsvár, 1945
- Párizs bukása. Regény; ford. Benamy Sándor; Az Orosz Könyv, Kolozsvár, 1945
- A gettó vége; ford. Alexander Teréz; Officina, Bp., 1946
- A mi győzelmünk. Előadás nov. 19-én, Budapesten; sajtó alá rend. Sömjén Endre; Magyar-Szovjet Művelődési Társaság, Bp., 1946
- Európa útjain; ford. Amalia J. Steiner; Szikra, Bp., 1947
- Amerikában; ford. Gergely Viola; Athenaeum, Bp., 1947 (Zsebkönyvtár)
- Vihar, 1-2.; ford. Lányi Sarolta; Szikra, Bp., 1948
- Emlékezzetek!; ford. Virág Vera; Az Orosz Könyv, Bucureşti, 1948
- A kultúra védelmében / Az idő a mi szövetségesünk; ford. Erős László; Állami Könyvkiadó, Bukarest, 1949
- Öt ország; Szikra, Bp., 1950
- A békéért!; ford. Magos László, Külföldi Sajtószolgálat; Szikra, Bp., 1950
- A békéért!; sajtó alá rend. Lénárt György; 2., bőv. kiad.; Szikra, Bp., 1951
- Kilencedik hullám; ford. Lányi Sarolta; Új Magyar Kiadó, Bp., 1953
- A béke útja; ford. Neményi Ödön; Szikra, Bp., 1953
- Mado aláírást gyűjt; ford. Lányi Sarolta; Országos Béketanács, Bp., 1953 (Békebizottságok kiskönyvtára)
- Olvadás. Regény, 1-2.; ford. Wessely László; Új Magyar Kiadó, Bp., 1955-1956
- Az emberek élni akarnak; ford. Neményi Ödön; Szikra, Bp., 1955
- A teremtés második napja / Mi kell az embernek? Kisregény / Lélekszakadva; ford. Csuka Zoltán, utószó Héra Zoltán; Új Magyar Kiadó, Bp., 1956
- Ilja Érenburg: Szükséges felvilágosítás; Kossuth, Bp., 1957
- Japáni jegyzetek; ford. Bárándi Komor Vilma; Európa, Bp., 1958 (Modern könyvtár)
- Joliot-Curie; ford. Székely Andorné; Kossuth, Bp., 1959
- A kommünár pipája. Elbeszélések; részben németből ford. Görög Imre; Szlovákiai Szépirodalmi, Bratislava, 1959
- Emberek, évek, életem, 1-3.; ford. Wessely László, Elbert János, versford. Grigássy Éva, Kárpáty Csilla; Gondolat, Bp., 1962
- Julio Jurenito; ford. Tarisznyás Györgyi; Európa, Bp., 1966 (Európa zsebkönyvek)
- A D. E. Tröszt / Tizenhárom pipa; ford. Tarisznyás Györgyi, Görög Imre; Európa, Bp., 1967 (A világirodalom remekei)
- Moszkvai sikátor / 1925 nyara; ford. Görög Imre, Szőllősy Klára; Európa, Bp., 1968 (Európa zsebkönyvek)
- A harácsoló / Moszkvai sikátor; ford. Elbert János, Görög Imre, utószó Elbert János; Európa, Bp., 1972 (A világirodalom remekei)
- Lasik Roitschwantz mozgalmas élete; ford. Goda Gábor; hasonmás kiad.; Téka, Bp., 1988 (Téka könyvek) [az 1933-ban kiadott mű reprintje, függelékben az eredeti kiadásból kihagyott rész pótlása]

## Díjai, elismerései
- Sztálin-díj (1942) a Párizs bukása c. regényért
- Sztálin-díj a Vihar c. regényért (1948)
- Sztálin Békedíj
- Lenin-díj (kétszer)
- Vörös Zászló Érdemrend
- Vörös Csillag Érdemrend
- Francia Köztársaság Becsületrendje